# 모종중학교
모종중학교(毛宗中學校)는 충청남도 아산시에 있는 공립 중학교이다.

## 학교 연혁
- 2025년 2월 14일 : 모종중학교 준공
- 2025년 3월 1일 : 모종중학교 개교
- 2025년 3월 1일 : 재1대 이정춘 교장 취임
- 2025년 3월 4일 :  2025학년도 신입생 308명(11학급) 입학